# Цугольский хребет
Цуго́льский хребе́т — горный хребет в южной части Забайкальского края России, в правобережье нижнего течения реки Онон.
Хребет тянется от места слияния Онона и его правого притока реки Турга в северо-восточном направлении на 110 км до истока Турги, далее до соединения с Ононским хребтом в окрестностях горы Петровка. Максимальная ширина хребта достигает более 40 км. Преобладающие высоты — от 900 до 1300 м, максимальная — 1412 м.
Хребет сложен горными породами протерозойского, позднепалеозойского и мезозойского возрастов. В рельефе преобладают среднегорья со сравнительно мягкими очертаниями. Основные типы ландшафта — степи, лесостепи и горная тайга.
Предгорья Цугольского и Ононского хребтов в левобережье носят название Аргалей.

## Топографические карты
- Лист карты M-50-VIII Оловянная. Масштаб: 1 : 200 000. Состояние местности на 1979—82 год. Издание 1985 г.